# Олиферов, Август Николаевич
Август Николаевич Олиферов (12 августа 1925, Феодосия, Крымская АССР — 18 марта 2018, Крым) — советский, украинский и российский учёный-географ и гидролог, мелиоратор, доктор географических наук. Один из основоположников географического направления в селеведении. Академик Крыма и Украины.

## Биография
Родился 12 августа 1925 года в Феодосии в семье лесничего. До войны семья жила в Севастополе, деревне Коккозы и в городе Алушта. В 1942—1943 годах работал браковщиком и слесарем в Перми.
В 1943 году направлен на торпедное отделение факультета морского оружия Ленинградского ордена боевого красного знамени Военно-Механического института, но проучился там недолго и отчислился по болезни. В сентябре 1945 года поступил на геолого-географический факультет Пермского (тогда Молотовского) государственного университета им. А. М. Горького. Практику проходил в бассейне Камы. В 1949 году окончил университет с отличием и по рекомендации председателя ГЭК профессора П. Н. Чирвинского был рекомендован для поступления в аспирантуру. Поступил в аспирантуру на кафедру гидрологии Московского университета им. М. В. Ломоносова. Темой диссертации стало строительство гидрокорпуса Московского университета.
В 1954 году отправлен по распределению Министерством культуры на Крымскую горно-лесную опытную станцию. Работал сначала на должности младшего научного сотрудника, а затем заведующим отделом горных мелиораций. Работал по вопросам лесомелиорации горных яйл Крыма, а также над вопросами борьбы с эрозией и селевыми потоками. Принимал участие в разработке нового механизированного метода террасирования крупных горных склонов. Метод широко распространён в Крыму, где затеррасировано более 26000 га, на которых созданы лесные насаждения.
C 1957 года работал в Китае, где был назначен научным руководителем группы гидрологии и гидротехники Китайско-Советского отряда Средне-Хуанхэйской противоэрозионной экспедиции Академии наук Китая. Провёл широкомасштабные гидрографические работы.
С 1961 году работал в отделе карстологии и селей Института минеральных ресурсов АН УССР. Изучал физико-географические факторы селеформирования. В 1966—1974 годах — куратор Министерства геологии УССР по вопросу селей. Работал в юго-восточном Крыму.
В 1974 году приглашён в Симферопольский университет на должность доцента. Работал на кафедре физической географии материков, читал курсы «Физическая география материков и океанов» и «Методика полевых географических исследований». С 1997 года — заведующий кафедрой геоэкологии Таврического экологического института, где читал курс «Общая гидрология». В Таврическом университете остался по совместительству. Профессор.
До 2015 года — заместитель председателя специализированного ученого совета по присуждению степени кандидата географических наук при Таврическом национальном университете им. В. И. Вернадского; член специализированного совета по присуждению ученой степени доктора биологических наук по специальности «Гидробиология» при Институте биологии южных морей им. О. Ковалевского НАН Украины (1998—2002 гг.); действительный член Русского географического общества; представитель научной школы «Конструктивно-ландшафтной географии» (руководитель — проф. Е. А. Позаченюк).
Под научным руководством профессора Олиферова защищены 2 кандидатские диссертации; заместитель главного редактора периодического сборника «Экосистемы Крыма их организация и охрана»; член редакционного совета следующих научных журналов: «Учёные записки Крымского федерального университета им. В. И. Вернадского» Сер.: «Геология. География», «Вопросы развития Крыма», «Культура народов Причерноморья», «Геополитика и экогеодинамика», «Устойчивое развитие Крыма».
До последних дней своей жизни продолжал научную работу и исследования.
Умер 18 марта 2018 года в Крыму.

## Награды[1][2][3]
- Награда в номинации «Лучший атлас 2003 года» (г. Тур, Франция)
- Заслуженный деятель науки и техники Автономной Республики Крым
- Лауреат премии АРК
- Академик Крымской академии наук
- Академик-советник Академии технологической кибернетики Украины
- Академик Международной академии технологий и инжиниринга
- Почётный член географического общества Украины
- Член межрегиональной общественной организации «Селевая ассоциация», лауреат медали имени Флейшмана (награда Селевой ассоциации за заслуги в изучении селевых потоков)
- Медали Верховного Совета СССР: «За доблестный труд», «Ветеран труда», «30 лет победы в Великой Отечественной войне. Участника трудового фронта»
- Медаль Государственного совета КНР «Китайско-Советская дружба»
- Медали: «50 лет Победы в Великой Отечественной войне», «60 лет Победы в Великой Отечественной войне», «65 лет победы в Великой Отечественной войне», «Захиснику Вітчизни»
- Две бронзовые медали Всесоюзной сельскохозяйственной выставки
- Памятные знаки: «50 років визволення України», «Победитель социалистического соревнования 1973 года»
- Почётные грамоты Министерства геологии УССР, Министерства Просвещения УССР, Таврического национального университета им. В. И. Вернадского, ВСЕГИНГЕО, Института минеральных ресурсов, республиканского Комитета по охране природы АРК (2004 г.)
- Диплом Всесоюзного конкурса общества «Знание» за лучшее произведение научно-популярной литературы.

## Научная деятельность
Автор более чем 500 работ и монографий, разделов и статей в крупнейших энциклопедиях по геологии и гидрологии СССР, Украины и Крыма, гидрогеологических карт и схем, которые используются учеными и инженерами по сей день:
- Методика полевых и лабораторных исследований стока. Автореферат диссертации … канд. геогр. наук / Московский ордена Ленина государственный университет им. М. В. Ломоносова. Географический факультет. Москва: [б. и.], 1953. 16 с.;
- Борьба с эрозией и селевыми паводками в Крыму. Симферополь: Крымиздат, 1963 [вып. дан. 1964]. 92 с.;
- Реки и озера. Симферополь: Крым, 1964. 62 с. (Природа Крыма) (в соавторстве);
- О крымском лесе — хранителе вод // Рюкзак: туристско-краеведческий сб. Симферополь: Крым, 1965. С. 96-102;
- Меры борьбы с селевыми потоками на территории Украинской ССР. Москва: [б. и.], 1968. 38 с. (Обзор. Серия: Гидрогеология и инженерная геология / М-во геологии СССР. ОНТИ ВИЭМС; № 8);
- Гидрогеология СССР. Т. 8: Крым. М.: Недра, 1970 (в соавторстве);
- Физико-географические основы мелиорации: учеб. пособие. Симферополь: СГУ, 1978. 90 с.;
- Террасирование в системе земельных мелиораций: учеб. Пособие. Симферополь: СГУ, 1983. 68 с.;
- Анализ физико-географических факторов селеформирования и ландшафтно-технические противоселевые системы в горных странах юга Европейской части СССР: дис. … д-ра географических наук: 11.00.01. Симферополь, 1984. 421 с.;
- Устья рек: учеб. пособие. Симферополь: СГУ, 1985. 73 с.;
- Водные ресурсы континентов: [учеб. пособие] / М-во высш. и сред. спец. образования УССР; Учеб.-метод. каб. по высш. образованию;
- Симферопольский гос. ун-т им. М. В. Фрунзе. Киев: УМКВО, 1988. 46 с. (в соавторстве);
- Общая гидрология: учеб. пособие по полевой практике. Симферополь, 1998. 48 с.;
- Альма — река, вошедшая в мировую историю. Симферополь: Доля, 2008. 159 с. (в соавторстве);
- Гидролог Д. И. Кочерин и Крым // Природа. 2001. № 2. С. 12-15;
- Начало войны и эвакуация в Алуштинском истребительном батальоне: Крым в годы Великой Отечественной войны: окончание // Крымский архив. 2002. № 8. С. 362—368;
- Наводнения, сели и снежные лавины // Устойчивый Крым: водные ресурсы. Симферополь: Таврида, 2003. С. 264—269;
- Профессор П. Н. Чирвинский — геолог-энциклопедист // Природа. 2004. № 2. С. 18-22;
- Маршрутами академика В. А. Обручева в Центральной Азии // Природа. 2006. № 4. С. 22-28;
- Изучение селевых конусов выноса в Чёрное море // Экосистемы Крыма, их оптимизация и охрана: тематический сборник научных трудов. Симферополь: ТНУ, 2006. Вып. 16. С. 147—156 (в соавторстве);
- Из истории горных лесомелиоративных работ в Крыму: мемуары // Крымский архив. 2007. № 10. С. 142—154.

Также А. Н. Олиферов являлся автором большого количества других монографий и статей.